# Campeonato Baiano de Futebol Feminino de 2024
O Campeonato Baiano de Futebol Feminino de 2024 foi a trigésima sexta edição desta competição de futebol feminino organizada pela Federação Baiana de Futebol (FBF).
A competição é composta de três fases e é disputada por dez equipes entre os dias 4 de agosto e 17 de novembro. Na fase inicial, os participantes se dividiram em 2 grupos, se enfrentando em dois turnos, dentro de cada grupo, classificando para as semifinais os dois melhores colocados de cada grupo.
Diferentemente do ano anterior, em 2024 o campeonato terá dois times a mais, e fórmula diferente, prometendo ser mais acirrado e mais disputado. Por unanimidade, os representantes dos times escolheram o regulamento. 

## Regulamento
Na primeira fase da competição, os dez times vão disputar em dois grupos jogos de ida e volta em pontos corridos. Ao final dos confrontos, os dois primeiros de cada grupo na tabela serão classificados para as semifinais. Nesta etapa, os jogos passarão a ser de ida e volta, os duelos acontecem entre 1º colocado de um grupo contra o 2º colocado do outro, com o mando de campo da volta para as equipes do 1º lugar. 
Os vencedores das semifinais disputam a final, em partidas de ida e volta, valendo a vaga para a Série A3 de 2025 para o campeão, desde que não esteja em outras séries da competição nacional (Bahia ou Vitória), neste caso, a vaga ficará para o melhor colocado que não faça parte de uma das séries do Brasileirão. O mando de campo será definido pela melhor campanha entre os times que disputarão os jogos decisivos. Aquele com melhor somatório entre as fases, terá o mando de campo na partida de volta.

### Critérios de desempate
O desempate entre duas ou mais equipes na primeira fase seguiu a ordem definida abaixo:
1. Número de vitórias
2. Saldo de gols
3. Gols marcados
4. Menor número de cartões vermelhos recebidos
5. Menor número de cartões amarelos recebidos
6. Sorteio

## Primeira Fase

### Grupo 1
| Pos | Equipe      | Pts | J | V | E | D | GP | GC | SG  | Classificação ou descenso       |      | VIT  | FSA  | LUS | JAC | JZE  |
| --- | ----------- | --- | - | - | - | - | -- | -- | --- | ------------------------------- | ---- | ---- | ---- | --- | --- | ---- |
| 1   | Vitória     | 24  | 8 | 8 | 0 | 0 | 83 | 2  | +81 | Classificados para a Fase Final |      | —    | 10–0 | 8–0 | 8–1 | 16–0 |
| 2   | FSA         | 12  | 8 | 4 | 0 | 4 | 14 | 33 | −19 | Classificados para a Fase Final |      | 0–14 | —    | 3–1 | 4–0 | 2–0  |
| 3   | Lusaca      | 10  | 8 | 3 | 1 | 4 | 9  | 27 | −18 |                                 |      | 1–9  | 1–0  | —   | 2–3 | 1–1  |
| 4   | Jacobina    | 9   | 8 | 3 | 0 | 5 | 20 | 30 | −10 |                                 | 0–7  | 6–2  | 1–2  | —   | 7–2 |      |
| 5   | Juazeirense | 4   | 8 | 1 | 1 | 6 | 8  | 42 | −34 |                                 | 0–11 | 1–3  | 0–1  | 4–1 | —   |      |

#### Desempenho por rodada
Clubes que lideraram o grupo ao final de cada rodada:
| Rodadas | Rodadas | Rodadas | Rodadas | Rodadas | Rodadas | Rodadas | Rodadas | Rodadas | Rodadas |
| ------- | ------- | ------- | ------- | ------- | ------- | ------- | ------- | ------- | ------- |
| 1       | 2       | 3       | 4       | 5       | 6       | 7       | 8       | 9       | 10      |
| VIT     |         |         |         |         |         |         |         |         |         |

Clubes que ficaram na última posição do grupo ao final de cada rodada:
| Rodadas | Rodadas | Rodadas | Rodadas | Rodadas | Rodadas | Rodadas | Rodadas | Rodadas | Rodadas |
| ------- | ------- | ------- | ------- | ------- | ------- | ------- | ------- | ------- | ------- |
| 1       | 2       | 3       | 4       | 5       | 6       | 7       | 8       | 9       | 10      |
| FSA     | FSA     | FSA     | JZE     | FSA     | JZE     | JZE     | JZE     | JZE     | JZE     |

### Grupo 2
| Pos | Equipe                 | Pts | J | V | E | D | GP | GC | SG  | Classificação ou descenso       |      | BAH  | AAL  | JEQ | JCP  | BFC  |
| --- | ---------------------- | --- | - | - | - | - | -- | -- | --- | ------------------------------- | ---- | ---- | ---- | --- | ---- | ---- |
| 1   | Bahia                  | 24  | 8 | 8 | 0 | 0 | 94 | 1  | +93 | Classificados para a Fase Final |      | —    | 10–0 | 5–0 | 19–1 | 12–0 |
| 2   | Atlético de Alagoinhas | 16  | 8 | 5 | 1 | 2 | 14 | 22 | −8  | Classificados para a Fase Final |      | 0–11 | —    | 1–0 | 4–1  | 4–0  |
| 3   | Jequié                 | 13  | 8 | 4 | 1 | 3 | 21 | 11 | +10 |                                 |      | 0–1  | 0–0  | —   | 5–1  | 6–1  |
| 4   | Jacuipense             | 3   | 8 | 1 | 0 | 7 | 5  | 50 | −45 |                                 | 0–16 | 0–2  | 1–2  | —   | 0–1  |      |
| 5   | Barcelona de Ilhéus    | 3   | 8 | 1 | 0 | 7 | 4  | 55 | −51 |                                 | 0–20 | 0–2  | 1–8  | 1–2 | —    |      |

#### Desempenho por rodada
Clubes que lideraram o grupo ao final de cada rodada:
| Rodadas | Rodadas | Rodadas | Rodadas | Rodadas | Rodadas | Rodadas | Rodadas | Rodadas | Rodadas |
| ------- | ------- | ------- | ------- | ------- | ------- | ------- | ------- | ------- | ------- |
| 1       | 2       | 3       | 4       | 5       | 6       | 7       | 8       | 9       | 10      |
| BAH     |         |         |         |         |         |         |         |         |         |

Clubes que ficaram na última posição do grupo ao final de cada rodada:
| Rodadas | Rodadas | Rodadas | Rodadas | Rodadas | Rodadas | Rodadas | Rodadas | Rodadas | Rodadas |
| ------- | ------- | ------- | ------- | ------- | ------- | ------- | ------- | ------- | ------- |
| 1       | 2       | 3       | 4       | 5       | 6       | 7       | 8       | 9       | 10      |
| BFC     | BFC     | BFC     | BFC     | BFC     | BFC     | BFC     | BFC     | JCP     | BFC     |

## Fase Final
|  | Semifinais 20 e 27 de outubro | Semifinais 20 e 27 de outubro | Semifinais 20 e 27 de outubro | Semifinais 20 e 27 de outubro |   |         | Final 6 e 16 de novembro | Final 6 e 16 de novembro | Final 6 e 16 de novembro | Final 6 e 16 de novembro |
|  |                               |                               |                               |                               |   |         |                          |                          |                          |                          |
|  | Atlético de Alagoinhas        | 1                             | 0                             | 1                             |   |         |                          |                          |                          |                          |
|  | Vitória                       | 4                             | 7                             | 11                            |   |         |                          |                          |                          |                          |
|  | Vitória                       | 4                             | 7                             | 11                            |   | Vitória | 0                        | 0                        | 0                        |                          |
|  |                               |                               |                               |                               |   | Vitória | 0                        | 0                        | 0                        |                          |
|  |                               | Bahia                         | 1                             | 4                             | 5 |         |                          |                          |                          |                          |
|  | FSA                           | Bahia                         | 1                             | 4                             | 5 | 0       | 0                        | 0                        |                          |                          |
|  | FSA                           |                               |                               |                               |   | 0       | 0                        | 0                        |                          |                          |
|  | Bahia                         | 8                             | 12                            | 20                            |   |         |                          |                          |                          |                          |

### Semifinais
Jogos de ida
| 20 de outubro Ida | Atlético de Alagoinhas | 1 - 4  | Vitória                                           | Salvador                                            |  |
| 15:00             | Luci 83'               | Súmula | 13' Di Menor · 21' Geisi · 50' Gi · 90+5' Tailane | Estádio: Vila Canária Árbitro: BA Jady Jesus Caldas |  |

| 20 de outubro Ida | FSA | 0 - 8  | Bahia                                                                                         | São Gonçalo dos Campos                                                |  |
| 15:00             |     | Súmula | 1' Vilma · 20' Jaque · 45+3' Treyci · 51' Ellen · 54' Dan · 65' 71' Ángela Gómez · 78' Suelen | Estádio: Francisco Gonçalves Árbitro: BA Maria Cristina Xavier Aragão |  |

Jogos de volta
| 27 de outubro Volta | Vitória                                                                                   | 7 - 0  | Atlético de Alagoinhas | Salvador                                                  |  |
| 15:00               | Vitória Reis 2' · Tailane 7' 45+2' · Milena Bispo 25' · Ariane 45' · Geisi 54' · Iana 64' | Súmula |                        | Estádio: CT Manoel Barradas Árbitro: BA Jady Jesus Caldas |  |

| 27 de outubro Volta | Bahia | 12 - 0 | FSA | Camaçari                                                                  |  |
| 15:00               | Ellen 3' 13' 17' 45+1' 45+3' 55' 56' · Ángela Gómez 10' · Jennifer 42' (g.c.) · Vilma 71' · Dan 90' · Kaiuska 90+3' | Súmula |     | Estádio: Cidade Tricolor Árbitro: BA Iara Janaína Rubinatti do Nascimento |  |

### Final
Jogos de ida
| 6 de novembro Ida | Vitória | 0 - 1  | Bahia      | Simões Filho                                                            |  |
| 15:00             |         | Súmula | 22' Aryane | Estádio: Edgard Santos Árbitro: BA Iara Janaína Rubinatti do Nascimento |  |

Jogos de volta
| 16 de novembro Volta | Bahia                                  | 4 - 0  | Vitória | Salvador                                       |  |
| 15:00                | Aryane 7' 46' · Ellen 45+1' · Aila 50' | Súmula |         | Estádio: Pituaçu Árbitro: BA Jady Jesus Caldas |  |

## Premiação
| Campeão do Campeonato Baiano de Futebol Feminino de 2024 |
| -------------------------------------------------------- |
| Bahia Campeão (8° título)                                |

## Estatísticas

### Artilharia
| Gols | Jogador      | Equipe  |
| ---- | ------------ | ------- |
| 23   | Geisi        | Vitória |
| 15   | Ellen        | Bahia   |
| 12   | Juliana      | Bahia   |
| 11   | Ángela Gómez | Bahia   |
| 9    | Iana         | Vitória |
| 9    | Lany         | Bahia   |
| 9    | Luana        | Bahia   |
| 9    | Tailane      | Vitória |
| 9    | Thaynara     | Vitória |
| 8    | Vivia        | Bahia   |

### Hat-trick
Estes foram os hat-tricks do Campeonato:
|    | Jogadora       | Gols           | Mandante            | Placar | Visitante           | Data           | Etapa      | Ref.   |
| -- | -------------- | -------------- | ------------------- | ------ | ------------------- | -------------- | ---------- | ------ |
| 1  | Jéssica Beiral | 3', 8', 11'    | FSA                 | 0 – 14 | Vitória             | 4 de agosto    | 1ª rodada  | [ 16 ] |
| 2  | Talita Moju    | 23', 40', 52'  | FSA                 | 0 – 14 | Vitória             | 4 de agosto    | 1ª rodada  | [ 16 ] |
| 3  | Thaynara       | 52', 61', 75'  | Vitória             | 8 – 1  | Jacobina            | 10 de agosto   | 2ª rodada  | [ 17 ] |
| 4  | Lany           | 4', 45+3', 89' | Bahia               | 12 – 0 | Barcelona de Ilhéus | 14 de agosto   | 1ª rodada  | [ 18 ] |
| 5  | Ana Louise     | 13', 69', 80'  | Jacobina            | 6 – 2  | FSA                 | 17 de agosto   | 3ª rodada  | [ 19 ] |
| 6  | Cristina Lima  | 6', 45', 60'   | Jequié              | 6 – 1  | Barcelona de Ilhéus | 17 de agosto   | 3ª rodada  | [ 20 ] |
| 7  | Geisi          | 24', 64', 70'  | Vitória             | 8 – 0  | Lusaca              | 24 de agosto   | 4ª rodada  | [ 21 ] |
| 8  | Wendy          | 10', 19', 42'  | Jacuipense          | 0 – 16 | Bahia               | 14 de setembro | 7ª rodada  | [ 22 ] |
| 9  | Vilma          | 2', 4', 44'    | Jacuipense          | 0 – 16 | Bahia               | 14 de setembro | 7ª rodada  | [ 22 ] |
| 10 | Ángela Gomez   | 26', 35', 63'  | Jacuipense          | 0 – 16 | Bahia               | 14 de setembro | 7ª rodada  | [ 22 ] |
| 11 | Tailane        | 71', 78', 86'  | Vitória             | 16 – 0 | Juazeirense         | 22 de setembro | 8ª rodada  | [ 23 ] |
| 12 | Treyci         | 2', 45', 50'   | Barcelona de Ilhéus | 0 – 20 | Bahia               | 12 de outubro  | 10ª rodada | [ 24 ] |
| 13 | Luana          | 4', 10', 74'   | Barcelona de Ilhéus | 0 – 20 | Bahia               | 12 de outubro  | 10ª rodada | [ 24 ] |
| 14 | Kamile Loirão  | 67', 71', 87'  | Barcelona de Ilhéus | 0 – 20 | Bahia               | 12 de outubro  | 10ª rodada | [ 24 ] |

### Poker-trick
Estes foram os poker-tricks do Campeonato:
|   | Jogadora     | Gols               | Mandante    | Placar | Visitante   | Data          | Etapa      | Ref.   |
| - | ------------ | ------------------ | ----------- | ------ | ----------- | ------------- | ---------- | ------ |
| 1 | Geisi        | 16', 31', 44', 45' | Juazeirense | 0 – 11 | Vitória     | 17 de agosto  | 3ª rodada  | [ 25 ] |
| 2 | Juliana      | 65', 67', 69', 80' | Bahia       | 19 – 1 | Jacuipense  | 24 de agosto  | 4ª rodada  | [ 26 ] |
| 3 | Raiza Santos | 40', 44', 61', 71' | Jacobina    | 7 – 2  | Juazeirense | 7 de setembro | 6ª rodada  | [ 27 ] |
| 4 | Geisi        | 2', 18', 19', 74'  | Vitória     | 10 – 0 | FSA         | 12 de outubro | 10ª rodada | [ 28 ] |

### Manita
Estas foram as manitas do Campeonato:
|   | Jogadora | Gols                        | Mandante | Placar | Visitante   | Data           | Etapa     | Ref.   |
| - | -------- | --------------------------- | -------- | ------ | ----------- | -------------- | --------- | ------ |
| 1 | Lany     | 7', 13', 18', 34', 59'      | Bahia    | 19 – 1 | Jacuipense  | 24 de agosto   | 4ª rodada | [ 26 ] |
| 2 | Vivia    | 3', 12', 51', 63', 88'      | Bahia    | 19 – 1 | Jacuipense  | 24 de agosto   | 4ª rodada | [ 26 ] |
| 3 | Geisi    | 55', 75', 84', 90+1', 90+6' | Vitória  | 16 – 0 | Juazeirense | 22 de setembro | 8ª rodada | [ 23 ] |

### Duplo Hat-trick
Estes foram os Duplos hat-tricks do Campeonato:
|   | Jogadora | Gols                         | Mandante            | Placar | Visitante | Data          | Etapa      | Ref.   |
| - | -------- | ---------------------------- | ------------------- | ------ | --------- | ------------- | ---------- | ------ |
| 1 | Ellen    | 12', 23', 35', 47', 49', 88' | Barcelona de Ilhéus | 0 – 20 | Bahia     | 12 de outubro | 10ª rodada | [ 24 ] |

### Hat-trick/Poker-trick
Estes foram os hat-tricks/poker-tricks do Campeonato:
|   | Jogadora | Gols                                 | Mandante | Placar | Visitante | Data          | Etapa     | Ref.   |
| - | -------- | ------------------------------------ | -------- | ------ | --------- | ------------- | --------- | ------ |
| 1 | Ellen    | 3', 13', 17', 45+1', 45+3', 55', 56' | Bahia    | 12 – 0 | FSA       | 26 de outubro | Semifinal | [ 29 ] |